# Казанцева, Зинаида Константиновна
Зинаида Константиновна Казанцева (1945) — музыковед, член Союза композиторов России, заслуженный работник культуры Республики Тыва (2000).

## Биография
З. К. Казанцева родилась 14 октября 1945 года в городе Кызыле. Музыкой начала заниматься в раннем детстве, училась в Детской музыкальной школе № 1 (1958-1962 гг.) в классе аккордеона М. М. Банникова, потом Ю. С. Хлынова, окончила пятилетнюю программу школы за четыре года у М. М. Иванченко. С 1963 по 1967 гг. учеба в Кызылском музыкальном училище прошла у замечательных педагогов — Салима Манусовича и Галины Константиновны Крымских. В Новосибирской консерватории (1968—1973 гг.) одним из прекрасных преподавателей был Владимир Михайлович Калужский. Окончила консерваторию по специальностям «музыковедение», «преподаватель музыкально-теоретических дисциплин».

## Трудовая деятельность
Трудовая деятельность З. К. Казанцевой началась в 15 лет. Параллельно учебе в начале трудилась официанткой столовой № 3, затем музыкальным работником детского сада, в училище работает по сей день. В течение ряда лет была заведующей комиссией Кызылского училища искусств. Общий стаж работы составляет более 54 года. Педагогов-теоретиков в те годы было мало, приходилось вести большую нагрузку и преподавать почти весь цикл предметов: зарубежную, русскую и советскую музыкальную литературу, теорию музыку, сольфеджио, гармонию, анализ музыкальных форм, полифонию. Вела уроки в детской музыкальной школе № 1, школе № 10, в детских садах. Работая в Центральной музыкальной школе № 1, З. Казанцева часто озвучивала на уроках сольфеджио тувинские мелодии для диктанта, анализа. В 1980 году образовалось рукописное Сольфеджио на материале тувинской музыки, которое было размножено на ксероксе Министерства культуры в количестве 200 экземпляров. Сольфеджио распространилось по музыкальным школам всей Тувы. В 1970—1980-е гг. активно занималась по воспитанию юных композиторов. С 1994 г. стали проводиться уроки по тувинской музыкальной литературе. Вместе с В. И. Борисенко была составлена программа обучения и фонотека, которую З. Казанцева собирала с 1970 г.
З. К. Казанцева является ключевой фигурой в музыкальной педагогике нашей республики. Ее ученики являются не только личной гордостью преподавателя, но и составляют стержень современной музыкальной культуры Тувы, достойно представляют высокое имя музыканта далеко за ее пределами России: Новосибирск, Иркутск, казань, Красноярск, Бишкек.
Она занимается и просветительским видом деятельности. Много раз выступала на различных конференциях, съездах Союза композиторов с докладами по проблемам музыкального воспитания, детского творчества. Пропагандировала классическое музыкальное искусство по линии Университета культуры и общества «Знание». С 2006 по 2011 годы была членом экспертной группы при Главной аттестационной комиссии Министерства образования, науки и молодежной политики РТ. Активно пропагандировала творчество тувинских композиторов, которое посвятила множество газетных публикаций, устных выступлений на радио, телевидении, в концертах, лекциях, встречах со слушателями.

## Труды[3]
- Статья «О путях развития тувинской симфонической музыки» в «Ученых записок», где озвучила особенность появления симфонических музыки тувинских композиторов;
- Книга «Чыргал-оол: жизнь и творчество», в ней результат многолетнего изучения биографии и творчества первого тувинского композитора-классика А. Б. Чыргал-оола;
- Монография «Рожденный петь», содержащей развернутый биографический очерк, анализ творчества композитора Ростислава Кенденбиля.
- книга «Раненный орел»: документальная повесть о слепом музыканте-баянисте Василии Сергеевиче Безъязыков.

З. К. Казанцева является редактором первого тома «Симфонических партитур», куда вошли симфонические партитуры наиболее значимых репертуарных произведений — симфонических поэм «Алдан-Маадыр» (Шестьдесят богатырей) и «Поэмы радости», симфонической картины «Челер-Оюм» (Мой рысак) и концерта-поэмы для скрипки с оркестром в з-х частях.

## Звания и награждения
- Заслуженный работник культуры Республики Тыва (2000)
- лауреат премии в области литературы и искусства РТ (2002)
- Ветеран труда (1999)
- Грант Президента России в области искусства (2001)
- член союза композиторов России
- Премия Председателя Правительства Республики Тыва в области музыкального искусства им. А. Б. Чыргал-оола (первый номинант данной премии) (2004)